# STS-35
STS-35 byla desátá mise raketoplánu Columbia. Celkem se jednalo o 38. misi raketoplánu do vesmíru.

## Posádka
- Vance D. Brand (4) velitel
- Guy S. Gardner (2) pilot
- Jeffrey A. Hoffman (2) letový specialista
- John M. Lounge (3) letový specialista
- Robert A. Parker (2) letový specialista
- Samuel T. Durrance (1) specialista pro užitečné zatížení
- Ronald A. Parise (1) specialista pro užitečné zatížení

V závorkách je uvedený dosavadní počet letů do vesmíru včetně této mise.